# Lophostrix cristata stricklandi
Lophostrix cristata stricklandi Sclater & Salvin, 1859 è una sottospecie di gufo crestato presente  dal sud del Messico fino all'ovest di Panama e della Colombia.